# بالایبانیا
بالایبانیا (به لاتین: Balaibania) یک منطقهٔ مسکونی در بنگلادش است که در ناحیه برگونه واقع شده‌است.